# George Blake
George Edward Samuel Blake (Portsmouth, 18 gennaio 1862 – Palermo, 30 settembre 1912) è stato un allenatore di calcio e calciatore inglese, di ruolo difensore.

## Biografia
Ebbe un figlio, Paolo, anch'egli calciatore; giocò tra le file della squadra riserve del Genoa, ma morì nel 1914 ucciso sul fronte durante la prima guerra mondiale.

## Carriera

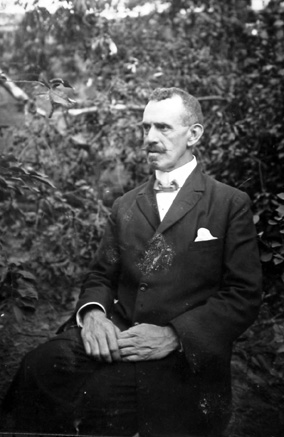
Blake in posa per una foto nei primi anni del Novecento.

Nacque al civico 50 di Claredon Street a Portsea, nel distretto di Portsmouth, dal carpentiere James Blake e di Jane Baggs.
Blake fu tra il gruppo di cittadini inglesi che il 7 settembre 1893 si riunirono al civico numero 10 di via Palestro, nel centro di Genova e che fondarono il Genoa.
Con la società genovese rimase sino al 1900, dove assistette alla conquista della società che aveva contribuito a fondare dei primi tre campionati di calcio italiani nel 1898, 1899 e 1900.
Dopo un breve periodo a Napoli, si trasferì a Marsala e poco dopo a Palermo, dove lavorava come funzionario del Consolato Britannico; era, inoltre, impegnato socialmente nel ruolo di predicatore e lettore di sacre scritture presso la chiesa anglicana Holy cross e quello di gestore del Sailor's Rest, centro di aggregazione della comunità inglese presso via Borgo 380.
Fu attivo nel periodo della nascita dell''Anglo Palermitan Athletic and Football Club (l'odierno Palermo), che ben presto cambiò nome in Palermo Football and Cricket Club. Di tale società fu anche uno dei primi giocatori, il primo capitano, il primo allenatore e successivamente segretario. Disputò la prima partita in maglia rossoblu, che erano i colori dell'epoca per la formazione siciliana, il 30 dicembre 1900 sul campo Notarbartolo, di proprietà dei Whitaker, contro l'equipaggio del Nathan, una squadra amatoriale inglese, perdendo 5-0.
In una lettera del 1905 indirizzata a Giosuè Whitaker, si legge che Mister Blake e Norman Olsen proponevano di adottare i colori sociali rosanero per la squadra palermitana.
Giocò la sua ultima partita in maglia rosanero, i nuovi (e odierni) colori della squadra della città di Palermo, all'età di 45 anni, nel 1907, in occasione di una partita amichevole contro l'equipaggio della nave di Sir Thomas Lipton. Fu lui a convincere il magnate del tè a portare la Lipton Challenge Cup nell'Italia meridionale.
Morì a cinquant'anni di malaria e fu sepolto nel cimitero di Santa Maria dei Rotoli di Palermo all'Acquasanta.